# Campionati europei di canottaggio 2012 - 4 senza pesi leggeri maschile
Il 4 senza pesi leggeri maschile dei Campionati europei di canottaggio 2012 si è svolto tra il 14 e il 16 settembre 2012. Hanno partecipato 7 equipaggi.

## Formato
Nel primo turno, i primi classificati di ogni batteria si sono qualificati alla finale, mentre gli altri si sono affrontati nel ripescaggio che ha qualificato altri quattro equipaggi.

## Programma
| Data              | Ora (UTC+2) | Turno       |
| ----------------- | ----------- | ----------- |
| 14 settembre 2012 | 11:38       | Batterie    |
| 15 settembre 2012 | 10:24       | Ripescaggio |
| 16 settembre 2012 | 12:32       | Finale      |

## Risultati

### Batterie
| Pos. | Atleti                                                            | Nazione       | Tempo   | Note |
| ---- | ----------------------------------------------------------------- | ------------- | ------- | ---- |
| 1    | Luca De Maria Martino Goretti Petru Zaharia Armando Dell'Aquila   | Italia        | 5'56"95 | Q    |
| 2    | Sam Scrimgeour Adam Freeman-Pask William Fletcher Jonathan Clegg  | Gran Bretagna | 6'01"85 | R    |
| 3    | Sebastian Krajewski Adam Mrotek Tomasz Zagórski Paweł Cięszkowski | Polonia       | 6'20"31 | R    |
| 4    | Valerij Čykyrynda Oleksandr Serdjuk Jevhen Skomoroch Roman Remiga | Ucraina       | 6'21"43 | R    |

| Pos. | Atleti                                                            | Nazione  | Tempo   | Note |
| ---- | ----------------------------------------------------------------- | -------- | ------- | ---- |
| 1    | Nikola Selaković Miloš Stanojević Nenad Babović Miloš Tomić       | Serbia   | 6'05"42 | Q    |
| 2    | Thomas Wichelhaus Christopher Herpel Daniel Wisgott Stefan Wallat | Germania | 6'09"25 | R    |
| 3    | Dmitrij Aščin Jurij Pšeničnikov Michail Belikov Evgenij Sinicin   | Russia   | 6'10"39 | R    |

### Ripescaggio
| Pos. | Atleti                                                            | Nazione       | Tempo   | Note |
| ---- | ----------------------------------------------------------------- | ------------- | ------- | ---- |
| 1    | Sam Scrimgeour Adam Freeman-Pask William Fletcher Jonathan Clegg  | Gran Bretagna | 6'03"80 | Q    |
| 2    | Sebastian Krajewski Adam Mrotek Tomasz Zagórski Paweł Cięszkowski | Polonia       | 6'07"61 | Q    |
| 3    | Thomas Wichelhaus Christopher Herpel Daniel Wisgott Stefan Wallat | Germania      | 6'08"85 | Q    |
| 4    | Dmitrij Aščin Jurij Pšeničnikov Michail Belikov Evgenij Sinicin   | Russia        | 6'11"05 | Q    |
| 5    | Valerij Čykyrynda Oleksandr Serdjuk Jevhen Skomoroch Roman Remiga | Ucraina       | 6'15"71 |      |

### Finale
| Pos.    | Atleti                                                            | Nazione       | Tempo   | Note |
| ------- | ----------------------------------------------------------------- | ------------- | ------- | ---- |
| Oro     | Luca De Maria Martino Goretti Petru Zaharia Armando Dell'Aquila   | Italia        | 6'00"92 |      |
| Argento | Sam Scrimgeour Adam Freeman-Pask William Fletcher Jonathan Clegg  | Gran Bretagna | 6'01"74 |      |
| Bronzo  | Nikola Selaković Miloš Stanojević Nenad Babović Miloš Tomić       | Serbia        | 6'05"46 |      |
| 4       | Sebastian Krajewski Adam Mrotek Tomasz Zagórski Paweł Cięszkowski | Polonia       | 6'08"57 |      |
| 5       | Thomas Wichelhaus Christopher Herpel Daniel Wisgott Stefan Wallat | Germania      | 6'12"63 |      |
| 6       | Dmitrij Aščin Jurij Pšeničnikov Michail Belikov Evgenij Sinicin   | Russia        | 6'14"71 |      |